# Věra Barandovská-Frank
Věra Barandovská-Frank, née à Opava le 17 août 1952, est une linguiste et espérantiste tchèque.

## Biographie
Titulaire d'un doctorat en philologie, elle s'investit également dans la pédagogie linguistique (en) et l'interlinguistique. Elle rédige notamment en 1989 le manuel espérantiste Esperanto pro samouky (« L'Espéranto pour les autodidactes »), puis, en 1995, l'ouvrage Latina jako mezinárodní jazyk' (« Le latin comme langue internationale »). Épouse du mathématicien Helmar Gunter Frank (1933-2013), elle enseigne actuellement à l'Académie internationale des sciences de Saint-Marin et à l'université de Paderborn, en Allemagne.

## Travaux

### En espéranto
- (eo) « Forgesita panslavisma volapukisto », dans Studoj pri interlingvistiko: festlibro omaĝe al la 60-jariĝo de Detlev Blanke (eo), KAVA-PECH (eo), 2001
- (eo) « Instrulingvo kaj lernsukceso », dans Bildungskybernetik und europäische Kommunikation
- (eo) « Interlingvistika verko de Komenio », dans Miscellanea interlinguistica
- (eo) « Kies estas interlingvistiko? Komenio kaj la ideo de universala lingvo », dans 11-a scienca interlingvistika simpozio, Varsovie, 1983
- (eo) La latina kiel interlingvo, KAVA-PECH, 1995
- (eo) « La latina kiel interlingvo kaj kiel planlingvistika fonto », dans Colloque d'interlinguistique de La Chaux-de-Fonds, 1994
- (eo) « Latinidaj planlingvoj el la vidpunkto de latinisto », dans Esperanto: la internacia lingvo - sciencaj aspektoj
- (eo) « Observata evoluigo de plurlingva terminologio en novaj interdisciplinaj fakoj », dans Modernaj rimedoj de komunikado; Terminologiaj problemoj de aplikoj de Esperanto en scienco kaj tekniko
- (eo) Jan Novák : reprezentanto de internacia novhumanisma kulturo, Prague, Kongresa Universitato, 1996
- (eo) Enkonduka lernolibro de interlingvistiko, Sibiu, Editura Universităţii Sibiu-Hermannstadt, 1995 (OCLC 981029540)

### En allemand
- (de) « Politique linguistique du Club Européen », dans Europas Sprachlosigkeit: vom blinden Fleck der "European Studies" und seiner eurologischen Behebung
- (de) « Über die Academia pro Interlingua », dans Plansprachen und ihre Gemeinschaften
- (de) « Beobachtungen bei der mehrsprachigen Terminologieentwicklung neuer interdisziplinärer Fachgebiete », dans Interlinguistik und Lexikographie
- (de) « Erich Weferling: tri jardekoj de lingvofajlado », dans Domaine de la recherche en linguistique appliquée
- (de) « Gibt es Europa? Was ist europäisch? », dans Sprachenpolitik in Europa : Beiträge einer Veranstaltung des "Vereins zur Förderung sprachwissenschaftlicher Studien e.V." (VFsS) und der "Gesellschaft für Interlinguistik e.V."
- « Giuseppe Peano und Latino sine flexione », dans Zur Struktur von Plansprachen
- « Der neueste Stand der Lateinbewegung: Bericht über den Latinisten-Weltkongreß », dans Soziokulturelle Aspekte von Plansprachen

### En tchèque
- (cs) Esperanto pro samouky, Prague, SPN, 1989
- (cs) Latina jako mezinárodní jazyk', KAVA-PECH, 1995
- (cs) « Přínos IALA k problému jazykového plánování », dans Problémy interlingvistiky
- (cs) Úvod do interlingvistiky, Nitra, 1995

### Comme rédactrice en chef
- (eo) Littera scripta manet : Festlibro de Helmar Frank, 2013